# روبرت د. روكر
روبرت د. روكر (بالإنجليزية: Robert D. Rucker)‏ هو محامي وقاضي أمريكي، ولد في 1952 في كانتون في الولايات المتحدة.

## وصلات خارجية
- روبرت د. روكر على موقع إن إن دي بي (الإنجليزية)